# Nhà thờ dòng Theatine (München)

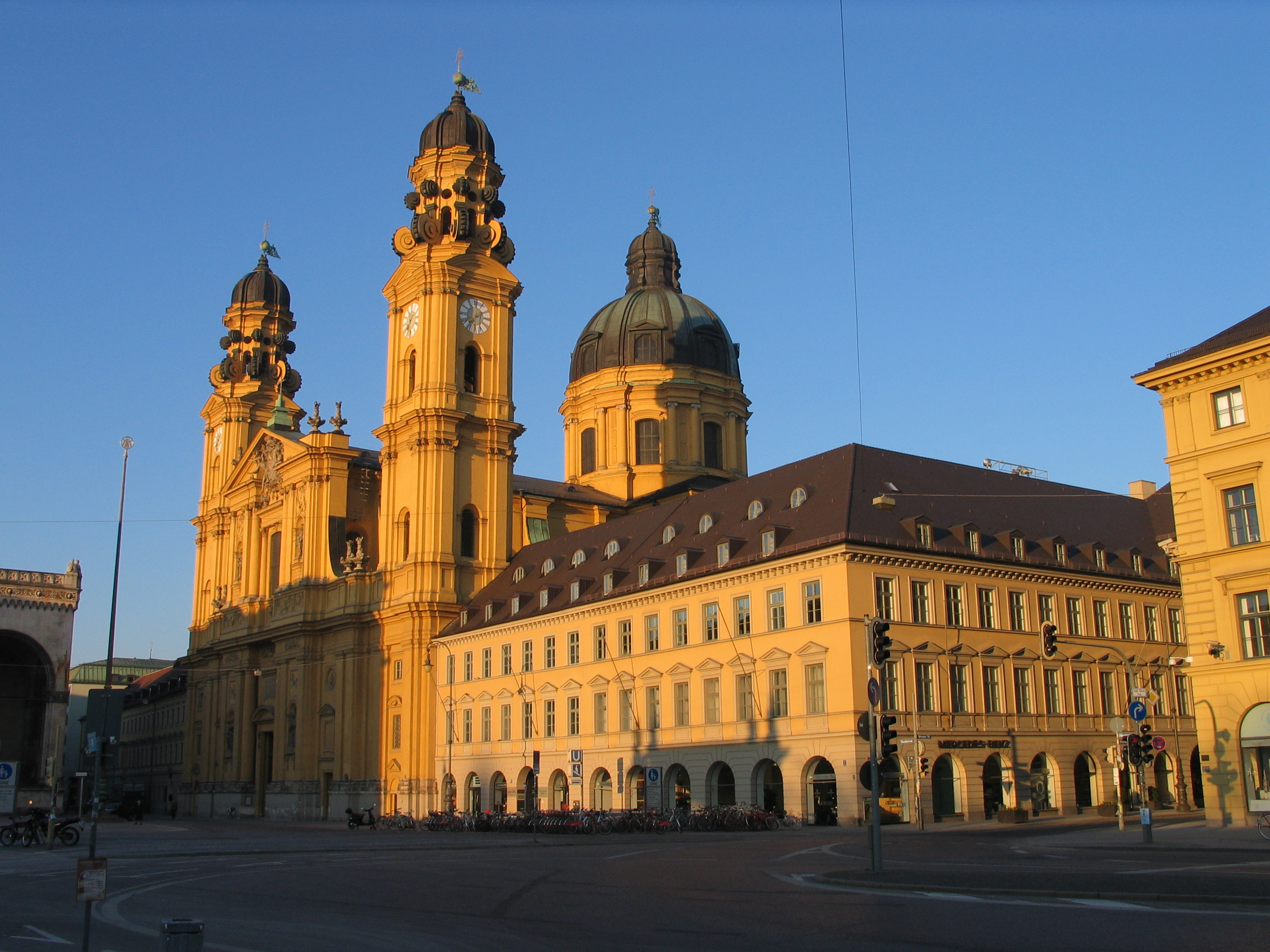
Nhà thờ dòng Theatine

Nhà thờ dòng Theatine (tên gọi chính thức trong tiếng Đức là Katholische Stiftskirche St. Kajetan – Nhà thờ Công giáo Thánh Kajetan, được gọi vắn tắt là Theatinerkirche – Nhà thờ dòng Theatine) đã là nhà thờ riêng của hoàng gia Bayern và đồng thời cũng là nhà thờ của Dòng tu Theatine. Nhà thờ này là nhà thờ đầu tiên ở phía bắc dãy núi Alps được xây dựng theo phong cách kiến trúc Baroque Ý.
Nhà thờ dòng Theatine nằm cạnh Hội trường Tướng quân, trên Quảng trường Odeon (Odeonsplatz) trong nội thành thành phố München, đối diện với Cung điện München.

## Lịch sử

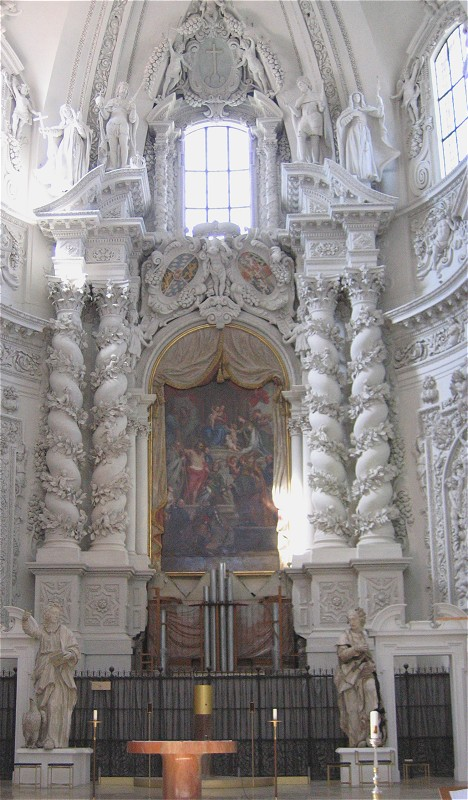
Bàn thờ chính trong Nhà thờ dòng Theatine

Năm 1659, Henriette Adelaide của Savoyen, vợ của tuyển hầu Ferdinand Maria, ước nguyện sẽ xây "nhà thờ đẹp nhất và đắt giá nhất" nếu như có thể sinh hạ được hoàng tử nối ngôi. Nhà thờ này sẽ là nhà thờ của hoàng gia và của dòng tu Theatine.
Sau khi vị hoàng từ nối ngôi Max Emanuel (sau này là tuyển hầu) ra đời vào ngày 11 tháng 7 năm 1662, kiến trúc sư Agostino Barelli từ Bologna (Ý) đã được yêu cầu phác thảo xây dựng. Lễ đặt viên đá đầu tiên được tiến hành vào ngày 19 tháng 4 năm 1663. Barelli chọn ngôi Nhà thờ Thánh Andrea della Valle của dòng Theatine tại Roma để làm kiểu mẫu.
Tuy lễ khánh thành được cử hành vào ngày 11 tháng 6 năm 1675 nhưng nhà thờ tại thời điểm này vẫn chưa được xây hoàn chỉnh. Các thảo luận kéo dài về việc tạo dáng cho mặt ngoài đã làm chậm tốc độ xây dựng và không mang lại một kết quả nào. Henriette của Savoyen qua đời năn 1676, không kịp nhìn thấy ngôi nhà thờ hoàn thành. Enrico Zuccalli xây hai tháp theo bản vẽ của ông từ 1684 đến 1692, trang bị nội thất hoàn thành năm 1688. Giovanni Viscardi tiếp nhận lãnh đạo xây dựng từ năm 1692.
Mặt ngoài ngôi nhà thờ vẫn tiếp tục dở dang do các cuộc thảo luận không mang lại được sự thống nhất. Mãi tròn 100 năm sau ngày khánh thành, năm 1765, François de Cuvilliés Bố mới phác thảo cho mặt ngoài của nhà thờ theo phong cách kiến trúc Rococo và người con trai của ông, François de Cuvilliés Con đã hoàn tất công trình này.
Các tu sĩ dòng Theatine đã nổi tiếng là những người học rộng và là những linh mục tốt cho đến cuối thế kỷ 18, khi quy củ và tài chính của tu viện ngày càng xuống dốc. Vì thế nên Tuyển hầu Max IV Joseph, người sau này lên ngôi vua, đã giải tán tu viện vào ngày 26 tháng 10 năm 1801. Ngôi nhà thờ vẫn là nhà thờ của hoàng gia, 3 bộ còn lại của vị tuyển hầu (Bộ Tài chính, Bộ Tư pháp và Bộ Tôn giáo) dời vào trong khuôn viên của tu viện sau khi Bộ Ngoại giao đã dời vào tu viện ngay trong năm 1799, tức là trước khi tu viện được bãi bỏ. Vì thế, tu viện dòng Theatine thật ra là trụ sở chính quyền của tuyển hầu cho đến giữa thế kỷ 19.
Trong Chiến tranh thế giới thứ hai, đặc biệt là trong những năm 1944/1945 nhà thờ một phần bị hư hại nặng, tu viện bị phá hủy trầm trọng ngoại trừ gian phía tây. Công trình tái kiến thiết bắt đầu ngay từ năm 1946 và đến 1955 thì hoàn tất. Việc tái xây dựng tu viện hoàn thành năm 1973.

## Hầm bộ hầu tước

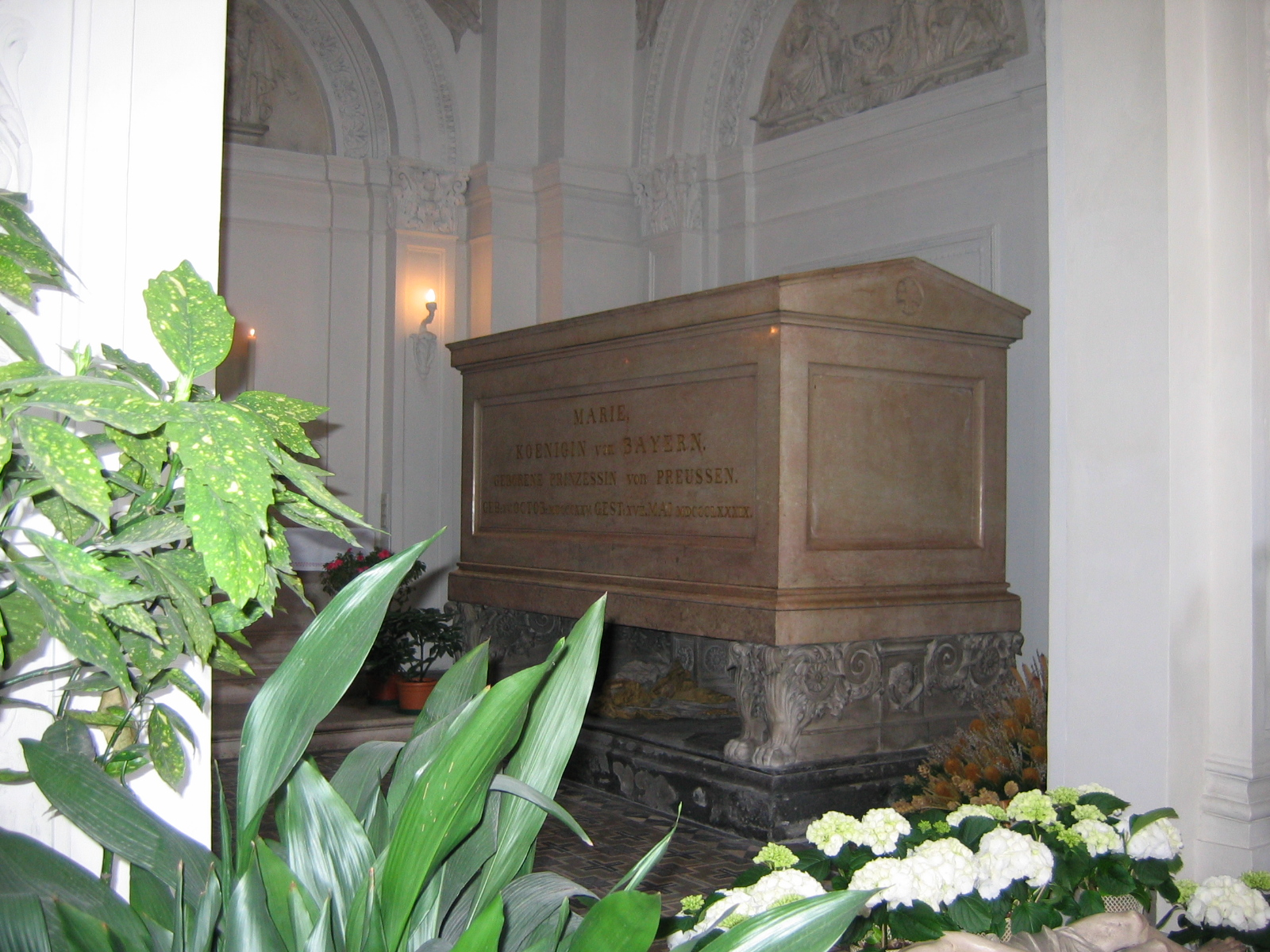
Mộ của Marie Friederike của Preußen, hoàng hậu Bayern

Ngay từ đầu, do là nhà thờ của hoàng gia nên nhà thờ dòng Theatine đã có một nơi chôn cất dành cho dòng họ Wittelsbach. Hầm mộ trong Nhà thờ Theatine là một trong những nơi an táng quan trọng nhất của dòng họ cai trị vùng Bayern này bên cạnh Nhà thờ Đức Bà München và Nhà thờ Thánh Michael. Cho đến nay 49 người trong dòng họ Wittelsbach đã được chôn cất tại đây.